# Dècada del 1380
La dècada del 1380 comprèn el període d'anys entre el 1380 i el 1389, tots dos inclosos.

## Esdeveniments
- Guerra civil a Suècia
- Edició de llibres a Itàlia amb el corrent de l'humanisme

## Necrològiques
- Joan VI Cantacuzè, emperador romà d'Orient (ca. 1292-1383)

## Personatges destacats
- John Wyclif
- Joan el Caçador